# 문주 박씨
문주 박씨(文州朴氏)는 함경남도 문천시를 본관으로 하는 한국의 성씨이다.

## 역사
문주 박씨 시조 박한보(朴閑甫) 인제대군(麟蹄大君)의 후손(後孫)이라고 한다. 박한보의 아들 박광(朴光)은 이성계의 할아버지 이춘(李椿)의 장인이다. 조선 개국 후 박광(朴光)은 안변부원군(安邊府院君)에 추봉되었고, 박광(朴光)의 딸은 경순왕후(敬順王后)로 추봉되었다.

## 본관
문주(文州)는 함경남도 문천시의 옛 지명이다. 옛 명칭은 매성(妹城) 또는 이균성(伊均城)이었는데, 989년(성종 8) 성(城)을 쌓고 문주로 칭하여 방어사(防禦使)를 두었으며 동계(東界)에 예속시켰다. 문주는 예로부터 ‘물골’이라고 부르던 지명을 한자로 표기하면서 음이 비슷한 ‘문(文)’자에 당시 규례에 따라 ‘주(州)’자를 붙여서 유래된 지명이다. 뒤에 의주(宜州)에 합쳤고, 1345년(충목왕 1) 이를 다시 나누어 지문주사(知文州事)로 하였다. 1413년(태종 13) 문천군으로 바뀌었다.

## 인구
- 1985년 180가구 1,128명
- 2000년 135가구 633명